# 中野町 (八王子市)
中野町（なかのまち）は東京都八王子市の町名。丁番を持たない単独町名であり、住居表示未実施区域。郵便番号は192-0015（八王子郵便局管区）。

## 地理
東にみつい台と左入町、西に犬目町と楢原町、南に中野山王、北に谷野町が隣接している。

## 歴史

### 地名の由来
船木田荘の郷名が由来。南北朝時代には既に名前を確認できる。

### 沿革
- 1878年（明治11年）11月18日 - 郡区町村編制法の神奈川県での施行により南多摩郡が発足。
- 1882年（明治15年） - 同郡内に存在したもう一つの中野村（現在の東中野）と区別するため、西中野村に改称。
- 1889年（明治22年）4月1日 - 町村制施行により、神奈川県南多摩郡内、西中野村を含む7村が合併して小宮村が成立し、旧西中野村域は同村の大字西中野となる。
- 1893年（明治26年）4月1日 - 南多摩郡が東京府へ編入される。
- 1934年（昭和9年）10月1日 - 小宮村が町制施行し小宮町となる。
- 1941年（昭和16年）10月1日 - 小宮町が八王子市へ編入される。
- 1977年（昭和52年）10月1日 - 住居表示実施により、大部分が中野上町・中野山王・暁町として分離[5]。

## 世帯数と人口
2023年（令和5年）10月31日現在の世帯数と人口は以下の通りである。
| 町丁   | 世帯数    | 人口    |
| ------ | --------- | ------- |
| 中野町 | 2,193世帯 | 4,069人 |

## 小・中学校の学区
市立小・中学校に通う場合、学区は以下の通りとなる。
| 番地 | 小学校               | 中学校                 |
| --- | -------------------- | ---------------------- |
| 1〜2059番地 2061番地 2064〜2069番地 2098〜2099番地 2102番地 2105〜2108番地 2110〜2111番地 2117〜2120番地 2126番地 2151番地 2178〜2188番地 2194〜2196番地 2198〜2199番地 2229〜2230番地 2234〜2480番地 2509番地 2518番地 2530番地 2532番地 2546〜2582番地 2631番地 2637〜2638番地 2643〜2645番地 2649番地 2652〜2654番地 2656番地 2662〜2663番地 2667〜2677番地 2679〜2707番地 2727番地〜                       | 八王子市立清水小学校 | 八王子市立楢原中学校   |
| 2060番地 2062〜2063番地 2070〜2097番地 2100〜2101番地 2103〜2104番地 2109番地 2112〜2116番地 2121〜2125番地 2127〜2150番地 2152〜2177番地 2189〜2193番地 2197番地 2200〜2228番地 2231〜2233番地 2481〜2508番地 2510〜2517番地 2519〜2529番地 2531番地 2533〜2545番地 2583〜2630番地 2632〜2636番地 2639〜2642番地 2646〜2648番地 2650〜2651番地 2655番地 2657〜2661番地 2664〜2666番地 2678番地 2708〜2726番地 | 八王子市立清水小学校 | 八王子市立甲ノ原中学校 |

## 交通

### 鉄道
駅は存在しない。最寄り駅はJR八王子駅と西八王子駅で、どちらもバスで20分から25分程である。

### 道路
- かすみ学園通り：中野町西側を通過する。

## 施設
行政
- 八王子市中野市民センター
- 八王子市甲の原体育館

教育
- 幼稚・保育
  - 甲ノ原保育園
- 中学校
  - 八王子市立甲ノ原中学校
  - 工学院大学附属中学校・高等学校
- 高等学校
  - 工学院大学附属中学校・高等学校
- 大学
  - 工学院大学八王子キャンパス

公園など
- 甲の原公園
- 糸原公園
- 甲の原霊園